# Inocencio García Asarta
Inocencio García Asarta (Gastiáin, 28 de diciembre de 1861-Bilbao, 7 de junio de 1921) fue un pintor español que perteneció a una generación de pintores contemporáneos navarros que estaba formada entre otros por Javier Ciga Echandi, Lorenzo Aguirre, Jesús Basiano Martínez o Nicolás Esparza Pérez.

## Biografía
Inocencio García Asarta nació el 28 de diciembre de 1861 en Gastiáin (Valle de Lana). Hijo de Andrés García Lerín y Ciriaca Asarta de Osés, su padre era teniente coronel de Infantería del ejército cristino y en algunas ocasiones concejal del ayuntamiento
Creció en esta pequeña localidad navarra y sus primeros años transcurrieron en la casa familiar. Acudió a la escuela local donde recibió la formación básica.
A la edad de dieciocho años, en 1879 se matricula en la Escuela de Artes y Oficios de Vitoria. La cultura comenzaba a tener un mayor peso y la Escuela de Artes y Oficios sirvió como centro de aprendizaje y perfeccionamiento de muchos jóvenes artistas. Durante esta etapa destaca su relación con el periodista y escritor Fermín Herrán, miembro de la Academia de la Historia.   
En 1882 se traslada a la ciudad de Roma. Tendrá como objetivo ampliar su formación artística y conocimientos. Debido a sus precaria situación económica tendrá que vender copias de obras de grandes maestros, como Caravaggio. Además, intentará conseguir una ayuda de la Diputación Foral de Navarra, algo que en aquellos años era bastante común. Intervendrá en este proceso como protector del artista Fermín Herrán, aunque finalmente le sería denegada esta ayuda. Durante su estancia en la ciudad de Roma se relacionará algunos pintores españoles instalados en Roma, como Francisco Pradilla, director de la Real Academia de España en Roma.
Sin embargo, su precaria situación económica le obliga a volver en 1884, año en el que participará en la Exposición de Bellas Artes, Industria, Comercio y Agricultura que se celebró en Vitoria. En 1885 se traslada a Barcelona donde seguirá formándose. Participara en una muestra de arte y escultura organizada por el Centro de Acuarelistas de Barcelona en el Museo Martorell.
En 1889 regresará a Pamplona y permanecerá en la ciudad hasta 1891. Durante su estancia realizaría diferentes encargos para particulares y los expondría en varias salas. En 1891 participará en una exposición celebrada en la Taconera de Pamplona junto con otros artistas locales del momento, exponiendo un total de 62 obras, lo que le valió ser uno de los pintores más reconocidos de la exposición. Ese mismo año participaría en la Exposición Provincial del Fomento de las Artes en el palacio de la Diputación de Guipúzcoa. Tras estos éxitos decidió volver a solicitar la pensión a la Diputación y en esta ocasión si que le fue concedida, otorgándole mil quinientas pesetas anuales.
En 1891 comenzará su viaje hacia París donde estudiará en la Academia de Pintura y en la Academia Julian. Recibirá enseñanzas de maestros como Robert Fleury, Jules Lefebvre o William Bouguereau. Acudirá también al Museo del Louvre para copiar algunas de sus obras, destacando “Vuelta al Trabajo”, una copia de la obras con el mismo nombre del pintor Constant Troyon. Ese mismo año la Diputación decide concederle una prórroga de la pensión para que este pueda continuar su formación en la capital francesa.
El pintor navarro además llegaría a exponer varias de sus obras en los Salones de 1895 y 1896, exposición celebrada anualmente en los Campos Elíseos en la que las obras debían ser admitidas por un jurado.
En 1885 realizará una exposición en las Galerías Sulberberg donde su obra tuvo una buena acogida. Tras su estancia en París en 1886 regresa a España, en concreto a Madrid, donde trabajará durante un año en el Museo del Prado. Además, se presentará a las Exposiciones Nacionales celebradas durante los años 1897, 1899, 1904 y 1906, en las que recibirá menciones honoríficas.
A partir de 1900 el pintor establecerá Bilbao como su residencia habitual. En 1905 contrae matrimonio con Genara de Aranzamendi, natural de Ondarroa con la que tendrá tres hijos, María Asunción Manuela, Bernardo Alejandro y Margarita. El pintor se establece bajo la protección de Laureano de Jado, ilustre personalidad de la época. Dos años más tarde se uniría a la Sociedad Bilbaína. El artista participó en exposiciones tanto en el País Vasco como en Navarra. De esta manera participará en las Exposiciones de Arte Moderno en Bilbao en 1905,1906 y 1910. En el mismo año de 1910 participó también en una exposición en México con el motivo del primer centenario de su independencia. En esta exposición, sin carácter competitivo Asarta participó exponiendo seis obras. En 1914 se inauguró el Museo de Bellas Artes de Bilbao, centro al que García Asarte donó algunas de sus obras. Durante estos años destaca su relación con los políticos Domingo Epalza López de Lerena y Estanislao de Aranzadi Izcue, a los que retrato en algunas ocasiones.
En 1918 participa en la celebración del Primer Congreso de Estudios Vascos celebrada en la Universidad de Oñate. Organizada por la Sociedad de Estudios Vascos pretendía dar a conocer diferentes aspectos de la cultura vasca mediante diferentes actos. También participara en 1919 en la Exposición Internacional de Pintura y Escultura, que ayudó a que los artistas vascos tuvieran contacto con el ambiente artístico tanto nacional como europeo. En 1920 participó de nuevo en la segunda edición del Congreso de Estudios Vascos. Durante estos últimos años de su vida el pintor no participó mucho en la vida pública, limitándose a algunas exposiciones. El pintor padeció una oclusión intestinal crónica por la que tuvo que ser ingresado en el Hospital Civil de Bilbao donde fallecería el siete de junio de 1921. Sería enterrado en el cementerio de Vista Alegre.

## Obra
Inocencio García Asarta tratará varios temas a lo largo de su carrera artística. Los más importantes serán: 
- Retratos
- Escenas costumbristas
- Pintura de historia

Pero sin duda en el género en el que destacó García Asarta fue en el retrato. Los artistas todavía debían adaptarse a los gustos de su clientela y estos en su mayoría demandaban retratos de corte clásico, tradicional. Este género en Navarra y País Vasco se desarrolló sobre todo a finales del siglo XIX. El pintor navarro fue solicitado por la gran mayoría de los grandes hombres de Bilbao, lo que le valió el apodo de “retratista oficial de Bilbao”, aunque tan solo de la parte más oligárquica de la sociedad. Comenzó a interesarse por el género desde los inicios de su carrera realizando un retrato infantil en 1882.

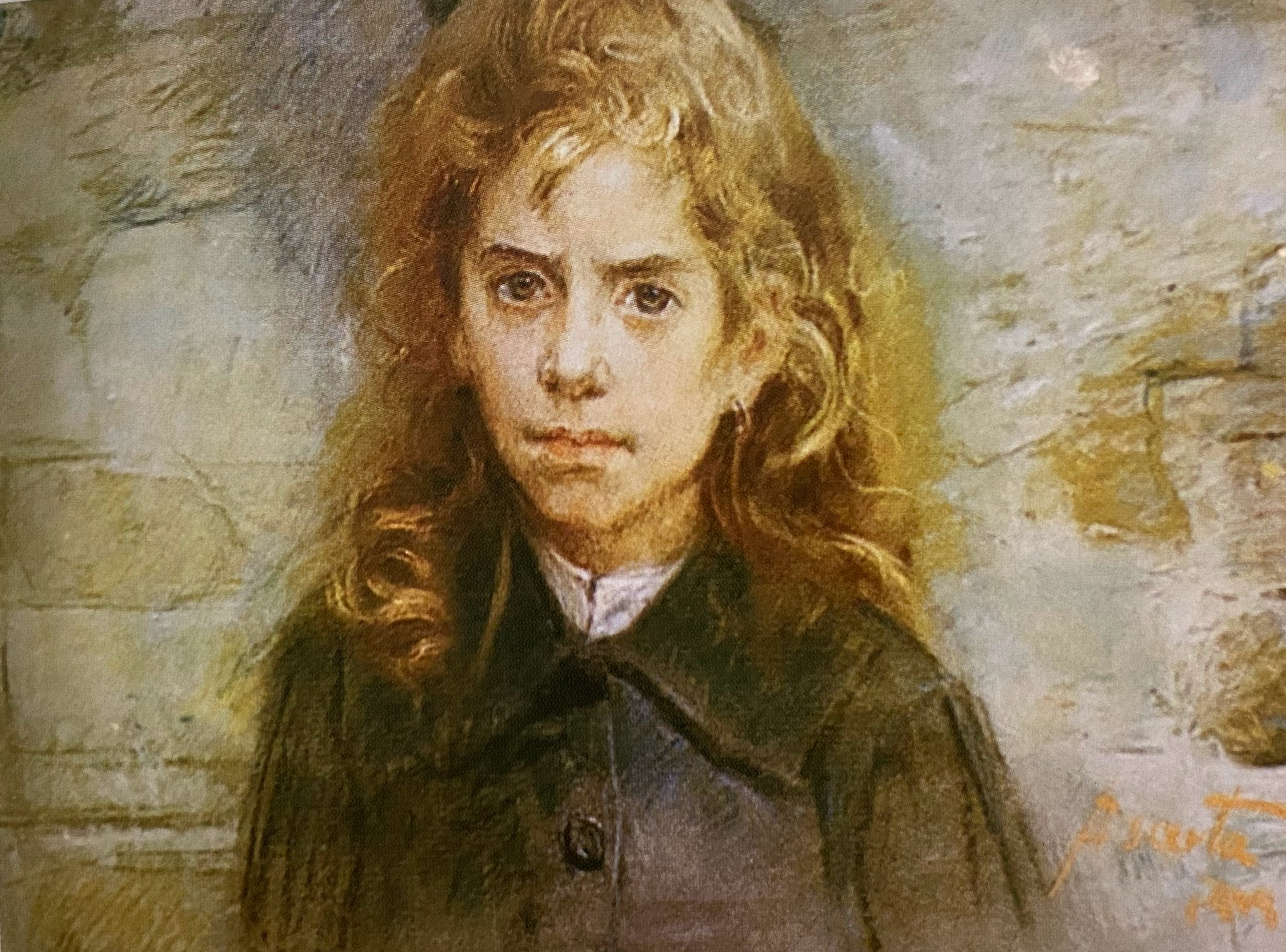
Retrato de niña, 1898

En sus obras García Asarta varía tanto la relación del retratado con el entorno, realizando algunos en los que la figura se encuentra sobre un fondo neutro mientras que en otros relaciona la figura con el fondo, variando el encuadre del modelo, de cuerpo entero, bustos o medio cuerpo, la pose de los modelos, el sexo, la edad o el carácter de las pinturas. Las escenas costumbristas era un género muy popular entre los pintores de finales del siglo XIX, como búsqueda de un género menos serio y algo más dedicado al entretenimiento. El auge de este tipo de pinturas estuvo relacionado con su vez con el aumento del nacionalismo y del sentimiento de pertenencia a un pueblo.
En sus obras destaca las referencia al trabajo manual, tanto masculino como femenino. El pintor dio un especial protagonismo a la mujer en sus cuadros, retratando gran variedad de trabajos que estaban asignados a las mujeres lavanderas, sardineras o aguadoras. Con un carácter más folclórico retrató a gitanas y barquilleros. Es el caso de su obra “Gitana con guitarra”.En primer plano puede verse a una joven con vestido blanco y mantilla roja. A sus espaldas puede verse un paisaje coronado por una iglesia y cubierto con un cielo nublado. Realizado en 1892 fue regalado a la Diputación Foral y depositado en el Museo de Navarra el 20 de noviembre de 1967.

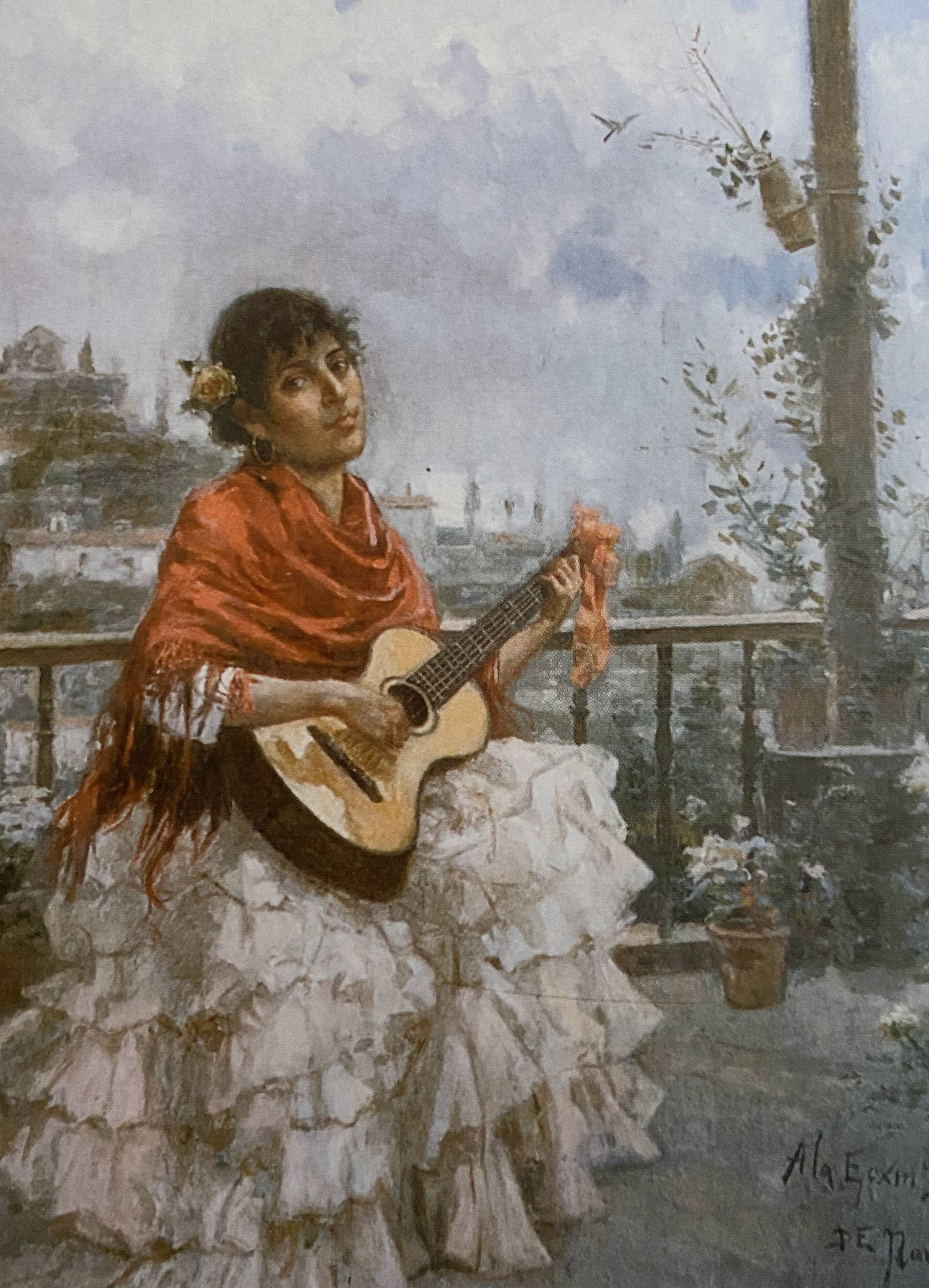
Gitana con guitarra

El pintor navarro también trato la pintura de historia, aunque no de manera muy amplia y en un momento en el que este tipo de cuadros comenzaban a perder el protagonismo del que habían gozado por otras nuevas tendencias. Destacan dos cuadros, “La batalla de las Navas de Tolosa” y “Alzamiento del primer rey navarro sobre el pavés”, ambos de temática navarra. La elección de estos temas se debe a los eventos a los que fueron presentados, el Certamen Literario y Artístico de Pamplona de 1907. 
La obra de Inocencio se encuentra repartida tanto entre el Museo de Bellas Artes de Bilbao como en el Museo de Navarra además de en colecciones particulares. El de Bellas Artes de Bilbao se encuentran algunas obras como "Maternidad" realizada en 1903, una escena de carácter intimista, "Escabechería" de 1903 de género costumbrista muy cercano en ese momento al Nacionalismo vasco que vio en este tipo de pinturas una herramienta para difundir su ideología y tipos raciales. Sin embargo García Asarta, aunque siguió de cerca esta línea, no consta en ninguna fuente que estuviese relacionado con el nacionalismo.

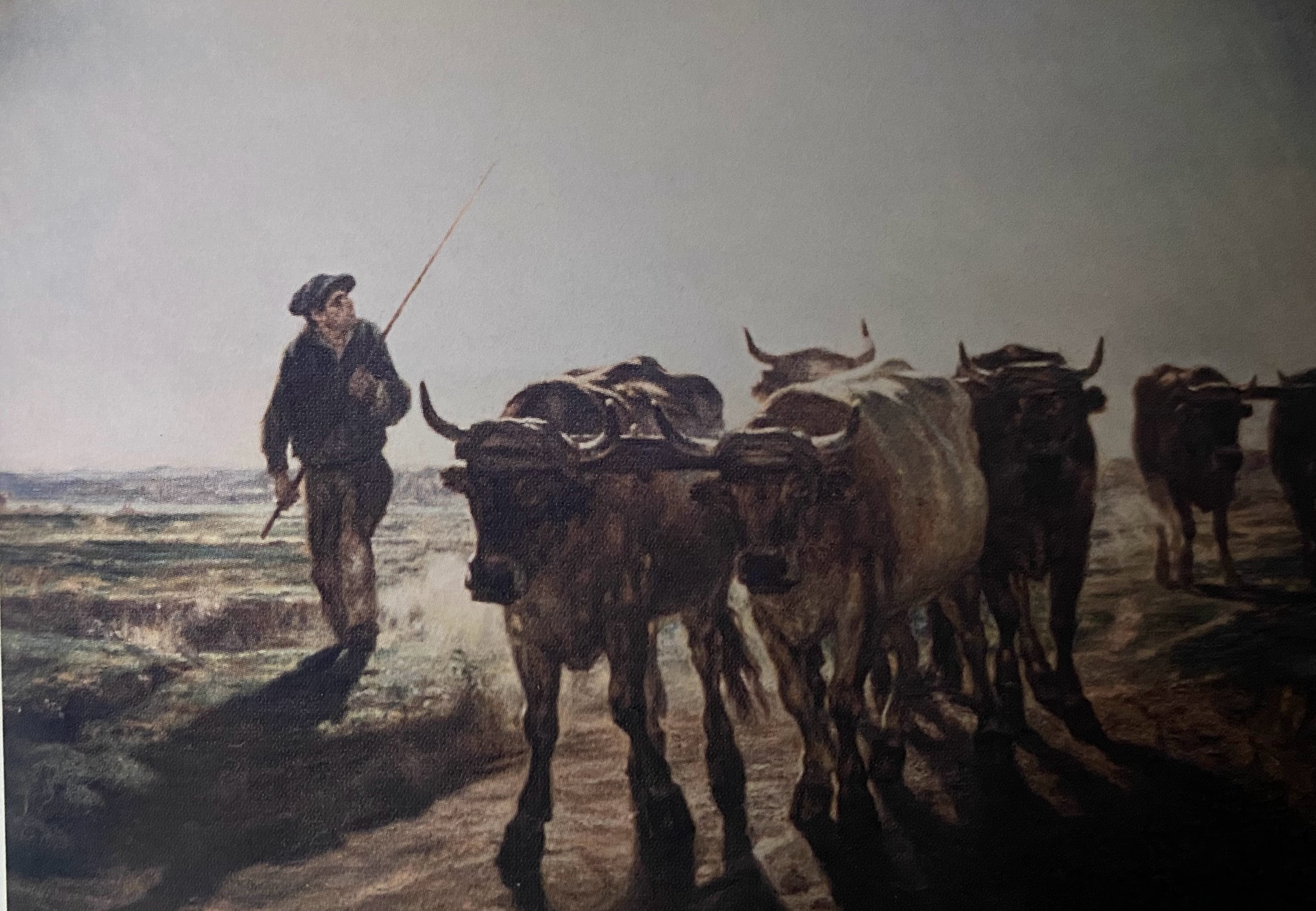
Vuelta del trabajo

En el Museo de Navarra se encuentran obras como "Retrato de Niña", "Gitana con guitarra" o "Vuelta del trabajo". Este último, realizado en 1893 representa una escena de carácter costumbrista en la que puede verse a un pastor regresando a casa con las vacas. Esta obra la envía el pintor como agradecimiento a la Diputación Foral por la concesión de la pensión para poder continuar con su formación. Encontramos también obras en el Ayuntamiento de Pamplona, como "Alzamiento del primer rey navarro sobre el pavés" de 1907 o "Vida igual" de 1907. En el Palacio de Navarra se encuentra el "Retrato de S.M. María Cristina de Habsburgo" de 1896 realizado durante su etapa madrileña y por encargo de la Diputación Foral de Navarra.

## Academia Asarta
La academia Asarta comenzó entre los meses de julio y octubre de 1907. Se situaba en la calle San Antón en el número 40. Esta academia privada de dibujo y pintura tuvo una gran relevancia entre la crónica periodística de la época. Los alumnos que se formaron en esa escuela pudieron conocer de primera mano las experiencias formativas del pintor, manifestando más tarde sus propios alumnos el deseo de viajar y de formarse por Europa. 
En el año 1908 la formación en el centro era de carácter diario. Entre estos alumnos destaca Javier Ciga Echandi, que más adelante destacaría en el ámbito de la pintura costumbrista.

## Reconocimientos y exposiciones
- Calle "pintor Asarta" situada en el tercer ensanche y concedida por el Ayuntamiento de Pamplona el 29 de diciembre de 1978
- Exposición celebrada en 1986 en Barcelona titulada "Medio siglo de pintura navarra"
- Exposición celebrada en 1998 en la Fundación Arte y Tecnología de Madrid titulada "La pintura de la era industrial, 1800-1900".[3]
- Exposición en la sala Ondare de Bilbao en 2019 en la que se pueden ver algunas de sus obras.[8]